# Miguel Roca Cabanellas
Miguel Roca Cabanellas   (Palma de Mallorca, 18 de abril de 1921 - Motilla del Palancar, Cuenca, 8 de enero de 1992) fue religioso español y arzobispo de Valencia entre 1978 y 1992.

## Biografía
Era el octavo de diez hermanos. Cursó la enseñanza secundaria en el colegio del Pilar, los marianistas, de Madrid. Interrumpió sus estudios de ingeniería para ingresar en 1941 en el Seminario de Madrid, donde tuvo por director espiritual al que sería su predecesor en la sede episcopal de Valencia, José María García Lahiguera.
Recibió la ordenación sacerdotal el 31 de mayo de 1947. Durante dos años fue coadjutor de Aranjuez y cura de Algodor (Madrid).
En 1949 pasó a Roma, donde obtuvo en 1955, el doctorado en teología en la Universidad Gregoriana, con una tesis sobre la gracia en Miguel Bayo. Fue nombrado rector de la iglesia española de Montserrat y Santiago en 1957 y canónigo de la basílica de Santa María la Mayor. Durante el Concilio Vaticano II fue perito del episcopado español.

### Episcopado
Fue nombrado el 20 de julio de 1966 obispo titular de Tigimma y administrador apostólico «sede plena» de la diócesis de Cartagena, por encontrarse enfermo su titular, Ramón Sanahuja Marcé. El 2 de octubre de 1966 fue ordenado obispo por el nuncio Antonio Riberi y el 22 de abril de 1969 fue designado obispo residencial.
Durante los 12 años que rigió esta Diócesis creó y potenció las estructuras diocesanas, aplicando con ello las directrices conciliares. Dedicó una atención especial a los sacerdotes y a la formación de los seminaristas.

### Arzobispo de Valencia
El 23 de mayo de 1978 fue nombrado Arzobispo de Valencia por el papa Pablo VI. Tomó posesión de la diócesis el 29 de junio de 1978.
Durante su pontificado recibió en Valencia, el 8 de noviembre de 1982, la visita del papa Juan Pablo II, la primera de un papa a la ciudad y a la diócesis.
Celebró el gran Sínodo Diocesano, que convocó el 8 de diciembre de 1980, y que tras una etapa preparatoria tuvo su apertura el 27 de septiembre de 1986, y su clausura el 27 de junio inmediato.
Se celebraron con gran resonancia diocesana el Año Santo de la Redención (1983-1984) y el Año Jubilar Mariano (1987-1988).
Impulsó el espíritu misionero de la archidiócesis, y visitó a los sacerdotes valencianos en Chile, Cuba, Zimbabue, Mozambique y la India.
En octubre de 1991 celebró sus bodas de Plata episcopales en loor de multitud: el 2 de octubre con el presbiterío diocesano en el Seminario Metropolitano de Valencia (Moncada) y día 5, sábado, con todo el pueblo cristiano en la Iglesia Catedral.
En esta ocasión quedó compendiado su magisterio episcopal en tres volúmenes que comprendían sus escritos pastorales, homilías y discursos, y cartas al pueblo de Dios.
Fue presidente de la Comisión Episcopal Española de la Doctrina de la Fe (1975-1981) y de la Comisión Episcopal Española de Ecumenismo (1981-1984).
Hizo la Visita ad limina a Roma en 1982, 1986 y 1991.
En 1984 el Papa le nombró como obispos auxiliares a Santiago García Aracil y José Vilaplana Blasco. Y al ser nombrado el primero obispo de Jaén, en 1989 se le nombró como obispo auxiliar a Rafael Sanus Abad.
Tenía una gran formación teológica y una amplia visión de los problemas contemporáneos. Su humanidad y sabiduría evangélica hicieron que se ganase el respeto, admiración y cariño de todos los valencianos.
Su preocupación fue llevar a la Diócesis las orientaciones del Concilio Vaticano II, marcando con su pontificado hito importante en la historia de la Iglesia de Valencia.
Falleció el 8 de enero de 1992, a los setenta años, en un accidente de tráfico ocurrido en la N-III, a la altura de la localidad conquense de Motilla del Palancar, tras pasar la Navidad en Madrid. El prelado ingresó cadáver en el hospital de Requena (Valencia). En el coche viajaban también la religiosa María Marín González -ama de llaves del prelado-, que falleció en el accidente, y una hermana del arzobispo, Manuela Roca, que resultó gravemente herida. El chófer del arzobispo, Nicolás Moras, resultó con heridas leves.
El papa Juan Pablo II en su carta de condolencia lo definió como "pastor ejemplar, que dedicó generosamente su vida al servicio de Dios y de la Iglesia". Un portavoz de la Santa Sede se lamentó en su pésame del mal estado de las carreteras.
Más de veinte mil valencianos pasaron por la capilla ardiente y fue enterrado en la Catedral. En julio de ese mismo año, el más tarde cardenal Agustín García-Gasco fue nombrado su sucesor.
| Predecesor: Ramón Sanahuja Marcé        | Obispo de Cartagena 1966-1978   | Sucesor: Javier Azagra Labiano        |
| Predecesor: José María García Lahiguera | Arzobispo de Valencia 1978-1992 | Sucesor: Agustín García-Gasco Vicente |